# Rock-Serwis
Rock-Serwis – polskie wydawnictwo działające w Krakowie założone w 1983 przez Piotra Kosińskiego.
Początkowo firma zajmowała się publikowaniem książek muzycznych poświęconych wykonawcom muzyki rockowej. Były to m.in. encyklopedie, biografie, dyskografie, zbiory tekstów.  Dla wydawnictwa tłumaczyli m.in. Jan Skaradziński, Tomasz Beksiński (biografia grupy The Sisters of Mercy), Katarzyna Malita i Piotr Kosiński.
W 1994 roku „Rock-Serwis” rozpoczął równolegle działalność fonograficzną oraz impresaryjno-promotorską. Dzięki Wydawnictwu w Polsce gościli między innymi: Dream Theater, Porcupine Tree, Marillion, Camel, Fish, John Wetton, Peter Hammill, Steve Hackett, Van der Graaf Generator, Pain of Salvation, Anathema, Pure Reason Revolution, Lacrimosa, Blackfield, Colin Bass, The Flower Kings, Oceansize, The Pineapple Thief, Airbag, RPWL, Arena, Ozric Tentacles i Gazpacho.
Firma jest oficjalnym polskim przedstawicielem i dystrybutorem płyt kompaktowych i plików muzycznych kilkunastu niezależnych firm fonograficznych. „Rock-Serwis” wydaje też płyty i sprawuje opiekę menedżerską nad polskim zespołem Quidam.
Firma posiadała swój sklep w Krakowie przy ul. Szpitalnej 7. Pod koniec lat 90. został on zamknięty, a Rock Serwis sprzedaje swoje wydawnictwa przez sklep internetowy oraz dystrybutorów.
16 kwietnia 2011 Rock-Serwis jako jedyny sklep w Polsce wziął udział w obchodach Dnia Sklepu Płytowego (Record Store Day). 21 kwietnia 2012 Rock-Serwis, już jako jeden z nielicznych sklepów w Polsce, ponownie wziął udział w obchodach tego święta.
Kosiński poza prowadzeniem wydawnictwa jest dziennikarzem muzycznym i propagatorem rocka progresywnego, od 2015 prowadził internetowe radio rockserwis.fm. W latach 1998–2015 prowadził audycję Noc Muzycznych Pejzaży w Programie III PR, a wcześniej od 1992 Rock Malowany Fantazją w RMF FM.